# Гиљем Вивес
Гиљем Вивес Торент (шп. Guillem Vives Torrent; Барселона, 16. јун 1993) шпански је кошаркаш. Игра на позицији плејмејкера, а тренутно наступа за Хувентуд.

## Успеси

### Клупски
- Валенсија:
  - Еврокуп (1): 2018/19.
  - Првенство Шпаније (1): 2016/17.
  - Суперкуп Шпаније (1): 2017.

### Репрезентативни
- Европско првенство до 18 година:  2011.
- Европско првенство до 20 година:  2013.
- Европско првенство:  2015,  2017.